# Матюхин, Александр Александрович
Алекса́ндр Алекса́ндрович Матю́хин (род. 24 декабря 1981, Снежного́рск) — российский писатель, работает в самых разнообразных жанрах, преимущественно — подростковая литература, мистика и хоррор.

## Биография
Александр Матюхин родился в закрытом городе Мурманск-60, в котором прожил до 14-ти лет. В 1995 году вместе с семьей переехал в Краснодарский край, в станицу Тбилисскую, где окончил школу. В 1999-м поступил на заочное обучение в Краснодарский Университет Культуры и Искусств на специальность «книговед» (позже преобразованную в «менеджер книжной торговли»).
В 2000—2004 гг. проходил службу в ВС России в г. Прохладном (Кабардино-Балкарская республика),
В 2011 году переехал жить в г. Санкт-Петербург.
Профессиональной литературной деятельностью начал заниматься с конца 90-х годов (хотя первые свои рассказы написал ещё в 1989 году).
Бросил писать в 2004 — 2008-м годах, решив уделять больше времени профессиональному росту и карьере. С 2008 года возобновил творчество. Со слов автора, этому поспособствовало активное развитие интернета, возможность участвовать в литературных конкурсах и оттачивать навыки.
В 2008—2009 гг написал «северную дилогию» — два романа, посвященных родному городу Снежногорску. Часть действия в книгах происходит в северных городках, напоминающих город детства автора. Оба романа не выходили на бумаге, но были отмечены рядом наград.
Участник Форума молодых писателей (г. Липки) в 2010 (роман «Целующие солнце») и в 2011 (сборник рассказов) годах.
По итогам работы Форума в 2011 году попал в каталог «Лучшие писатели России-2012» и в сборник «Новые Писатели-2012».
Неоднократно утверждал, что его литературная деятельность до 2008 года — это проба пера и тренировки писательского мастерства.
С 2013 года основной упор в творчестве делает на жанры мистики и подросткового хоррора, в которых в полной мере раскрыл своё мастерство.
На сегодняшний день является активно публикующимся автором. Работает с крупнейшим издательским холдингом России — «Эксмо-АСТ»
Отличительные черты творчества Александра: внимание к деталям, живой язык, психологическая достоверность персонажей

### Романы и повести
- Удел упыря (2003). ISBN 5-93556-253-7. Тираж: 14000 экз.[1]
- Голова, которую рубили (2003). ISBN 5-93556-316-9. Тираж: 11000 экз.[2]
- Циклопедия (2004). ISBN 5-93556-392-4. Тираж: 9000 экз.[3]
- Абсолютное правило (2005). ISBN 5-17-025814-3. Тираж: 4000 экз.[4]
- Город спящих (2021). ISBN 978-5-04-122960-3. Тираж: 8000 экз. (вкл.доп.тиражи)
- Кладбище ведьм (2021) 978-5-17-145622-1 Тираж: 2000 экз.
- Идеальность (2022) ISBN 978-5-17-150154-9 Тираж; 2000 экз.
- Пожиратели грез (2023) ISBN 978-5-04-177559-9 Тираж: 2000 экз.
- Дразнилки (2023) ISBN 978-5-17-160302-1 Тираж: 2000 экз.
- Чинители (2023) ISBN 978-5-04-181639-1 Тираж: 6000 экз. (вкл. доп.тиражи)
- Клуб любителей хоррора (2024) ISBN 978-5-6049948-7-0 Тираж: 2000 экз
- Крикса (2024) ISBN 978-5-04-193927-4 Тираж 3000 экз

### Антологии
- Зеркальный лабиринт (в соавторстве с Софьей Ролдугиной) (2017).  ISBN 978-5-386-10344-6. Изд-во Рипол-Классик
- Восхищение (2021) ISBN 978-5-17-135721-4. Изд-во Астрель-Спб

## Награды и премии
- Премия журнала «Звезда» «Лучший дебют в прозе[5]» (2012)
- 2-е место на конкурсе «Чёртова дюжина»[6]" (2013)
- 2-е место на конкурсе «Взломанное будущее» (2015)
- Номинация «Лучшая повесть», премия «Интерпресскон»[7] (2016)
- Номинация «Лучший рассказ отечественного автора», премия сайта Fantlab[8] (2015)
- 2-е место на конкурсе «Взломанное будущее-2017» (2017)
- Лауреат «Самые страшные чтения» (в рамках Самого Страшного Фестиваля (2018)) — рассказ «Прилипчивая Маша»
- Номинация «Лучший роман русскоязычного автора» (роман «Кладбище ведьм»), премия «Мастера ужасов», изд-во Астрель-Спб
- Лауреат "Лучший роман русскоязычного автора" (роман «Идеальность»), премия «Мастера ужасов»-2022
- Финалист премии Эксмо. Дебют (повесть «Город спящих»), в торое место в номинации «Книги для подростков»